# Burke (hrabstwo Franklin)
Burke – wieś w Stanach Zjednoczonych, w stanie Nowy Jork, w hrabstwie Franklin.